# Ernesto Boatti
Ernesto Carlos Boatti (Buenos Aires, 19 de marzo de 1890-Morón, 7 de abril de 1951) fue un político e ingeniero argentino de la Unión Cívica Radical, que se desempeñó en varias oportunidades como diputado nacional por la provincia de Buenos Aires.

## Biografía
Nacido en Buenos Aires en 1890, se recibió de ingeniero geógrafo en la Facultad de Ciencias Exactas, Físicas y Naturales de la Universidad de Buenos Aires, especializándose en vías de comunicación. En 1918 fue nombrado oficial mayor del Ministerio de Obras Públicas de la provincia de Buenos Aires y, entre 1919 y 1920, se desempeñó como titular de dicho ministerio, designado por el gobernador José Camilo Crotto.
En las elecciones legislativas de 1924, fue elegido por primera vez diputado nacional por la provincia de Buenos Aires, permaneciendo en el cargo hasta 1926. En aquel momento volvió a ser designado ministro de Obras Públicas de la provincia, por el gobernador Valentín Vergara, y permaneció en el cargo hasta el 1 de mayo de 1930. Aquel último año volvió a ser elegido diputado, aunque su mandato se vio interrumpido por el golpe de Estado de septiembre de 1930. Nuevamente fue elegido diputado para los períodos de 1936 a 1940 y 1940 a 1944, interrumpido por el golpe de Estado de junio de 1943.
Paralelamente, ocupó cargos partidarios en la Unión Cívica Radical de la provincia de Buenos Aires. Su trayectoria como dirigente radical se llevó a cabo principalmente en Morón, ciudad en la que una calle le rinde homenaje, así como también se encargó la colocación de un busto en homenaje cercano a la Universidad de Morón, que fue instalada en su antigua casa, que aquella institución adquirió en 1926, manteniendo parcialmente aquella estructura.
También fue concejal del partido de Morón, comisionado municipal de Bahía Blanca y presidente del instituto del Monte Pío Civil de la provincia de Buenos Aires. En el sector privado, ocupó cargos directivos en compañías de energía.
Se casó con María Aidée Josefina Ossorio Arana, con quien tuvo tres hijos.
Falleció en Morón en abril de 1951, a los 61 años.